# Richmond Raceway
Richmond Raceway (RR) antigamente chamado de Richmond International Raceway é um circuito oval localizado em Richmond no estado americano da Virgínia. É um circuito pequeno com 0.75 milhas ou 1206 metros de extensão possuindo 14° de inclinação nas curvas.
Era inicialmente um oval de meia milha até o ano de 1988 quando foi reformulado para a configuração atual.
O RR recebe provas da Monster Energy NASCAR Cup Series, Xfinity Series, USAC Silver Crown Series, já recebeu também provas da IndyCar Series entre 2001 e 2009, sendo o menor circuito já utilizado pela categoria.
O circuito localiza-se dentro do Richmond Raceway Complex que é um complexo de entretenimento.